# Trichuridae
Trichuridae — родина Нематод.

## Роди
Алфавітний список видів родини:
- Capillaria
- Hepaticola
- Skrjabinocapillaria
- Thominx
- Trichurus